# James Smith (ottico)
James Smith (Inghilterra, 20 marzo 1800 – Auckland, 12 dicembre 1873) è stato un ottico inglese.
Come riportano alcune fonti, fu uno dei più apprezzati ottici dell'epoca in Inghilterra nell'età vittoriana. Fu membro della Royal Microscopical Society. 

## Biografia
Nato in Inghilterra nel 1800, da padre sarto inizialmente produce microscopi per poi rivenderli in solitudine, fino a quando nel 1826 riceve l'incarico da Charles Tulley per un incarico ricevuto da Joseph Jackson Lister, da cui impara anche nuove tecniche. Dal 1837 apre un proprio laboratorio a Londra. Nel 1847 entrò in società con Richard Beck (1827-1866), nipote di Lister, e la società prese il nome di "Smith & Beck". Nel 1857 Joseph Beck, fratello di Richard, divenne partner della ditta, che assunse la denominazione "Smith, Beck & Beck". Smith si ritirò nel 1865 e la ditta rimase nelle mani dei fratelli Beck. Successivamente, Smith continuerà a produrre ancora strumenti per l'osservazione insieme al figlio James John Smith.
Muore nel 1873, nonostante alcune fonti riportino erroneamente la morte nel 1870.